# Akumulatory ciepła warstwy wodonośnej
Akumulatory ciepła warstwy wodonośnej (ATES ang. Aquifer thermal energy storage) służą do magazynowania energii cieplnej w warstwach wodonośnych latem, w celu wykorzystania jej do ogrzewania budynków w zimie. Magazynowanie energii cieplnej odbywa się przez wykorzystanie zestawu dwóch studni o głębokości około 40 m. Otwór eksploatacyjny i otwór chłonny wyposażone są w pompy głębinowe umożliwiające tłoczenie wody w obu kierunkach. Układy tego typu pracują najczęściej w cyklu sezonowym. W lecie chłodna woda, o temperaturze najczęściej 10 °C, przepływa przez płytowy wymiennik ciepła i pochłania ciepło z układów chłodzenia budynków. W zimie ciepła woda, o temperaturze najczęściej 23 °C, przez płytowy wymiennik ciepła oddaje energię na pompę ciepła, która to wytwarza ciepło użytkowe do ogrzewania pomieszczeń. Zastosowanie układów ATES w jest stosowane w celu złagodzenia sezonowych różnic w zapotrzebowaniu na ciepło do ogrzewania i chłód do schładzania dużych obiektów kubaturowych. Jest to stosunkowo tania technologia, mająca duży potencjał redukcji zużycia energii pierwotnej i ograniczenia emisji CO2.
Ze względu na przyjęte zobowiązania co do redukcji emisji CO2, technologia ta cieszy się rosnącym zainteresowaniem. Ocenia się, że w Holandii przed rokiem 2020 oddanych do eksploatacji będzie około 20 000 instalacji ATES. Nowe instalacje ATES powstają także w Belgii, Niemczech, Turcji i Szwecji.